# Aeródromo Santa María de Punilla
El  Aeropuerto de Cosquín-Santa María, también conocido como  Aeródromo de Santa María de Punilla, es un pequeño aeropuerto ubicado en la ciudad cordobesa de Santa María de Punilla, en Argentina.
Se encuentra ubicado 2 km al este del centro de la localidad de Santa María de Punilla, accediendo desde la ruta nacional N° 38 y cruzando el  río Cosquín.
El aeródromo fue construido entre los 1920/30 con el fin de albergar el aeroclub de la localidad, y que también da servicio a la ciudad vecina de Cosquín.
Posee hangares de tamaño mediano donde son guardadas pequeñas aeronaves como avionetas y ultralivianos, y una pista de 648 metros de largo por 20 de ancho.
Es un aeródromo de vital importancia en temporada de incendios, para surtir de agua a los aviones hidrantes que trabajan en la zona.
El avión escuela del aeroclub era un Aero Boero 115/150 matrícula LV-LPF.
Debido a que se encuentra ubicado en el Gran Córdoba, el aeródromo de Santa María permanece bajo el Área de Control Terminal Córdoba (TMA Córdoba).
Éste aeródromo ha recibido fama también por albergar al festival de rock Cosquín Rock que tiene lugar todos los meses de febrero, y en donde gracias a lo amplio del lugar, permite el armado de los distintos escenarios y espacio para el público. 
Si bien en muchos documentos oficiales es documentado como "aeropuerto", el mismo no recibe vuelos regulares de ninguna compañía aérea.